# Helianthemum hadedense
Helianthemum hadedense är en solvändeväxtart som beskrevs av Mats Thulin. Helianthemum hadedense ingår i släktet solvändor, och familjen solvändeväxter. Inga underarter finns listade i Catalogue of Life.